# حمدي السيد
حمدي السيد (23 أبريل 1930 - 13 مارس 2024) هو أخصائي قلب ونقيب الأطباء لأربع دورات متتالية وعضو مجلس الشعب المصري عن دائرة مصر الجديدة لثلاث دورات متتالية بنجاح. تخرج من كلية الطب ثم عيِّن في قسم جراحة القلب بجامعة عين شمس، وهو عضو سابق باللجنة العلمية لترقية الأساتذة.
اشتهر باستجواباته الساخنة ضد الحكومة، إلا أنه فقد مقعده الانتخابي في انتخابات مجلس الشعب المصري 2010، وصرح بأنه قد تعرض للتزوير ضده من قبل الشرطة بل والحزب الوطني نفسه الذي ينتمي إليه لصالح منافسه مجدي عاشور لكسب نقطة على حساب جماعة الإخوان المسلمين، في أغرب حادثة كانت الأغرب من نوعها حينذاك.